# 鍋倉站
鍋倉站（日语：／ Nabekura eki */?）是位於山口縣山口市阿東德佐下字鍋倉，西日本旅客鐵道（JR西日本）的山口線車站。

## 歷史
- 1962年（昭和37年）7月17日 - 山口線地福站至德佐站之間設置臨時停車場[1]。
  - 當時車站位於山口縣阿武郡阿東町德佐下字鍋倉。
- 1963年（昭和38年）10月1日 - 正式升級至車站[1]。
- 1987年（昭和62年）4月1日 - 伴隨國鐵分割民營化，車站由西日本旅客鐵道（JR西日本）營運[2]。
- 2010年（平成22年）1月16日 - 隨著阿東町編入山口市（第三次），車站地址變成現時的地址。
- 2013年（平成25年）7月28日 - 發生暴雨成災（日语：平成25年7月28日の島根県と山口県の大雨），包括此站在內，宮野站至益田站之間暫停服務（宮野站至地福站之間於8月5日重開，津和野站至益田站於11月16日重開）。地福站至津和野站之間重開日期為平成26年8月23日[3]。

## 車站構造
車站是一座地面車站，設有1面1線的單式月台，益田方向的列車會開啟右邊車門。此站是由新山口站管理的無人車站，沒有車站大樓，月台上設有候車室。月台靠近益田一方設有車站出入口。此站沒有自動售票機。站前設有廁所和公共電話，在廁所附近將貼了附近蘋果園的資訊園。

## 利用狀況
以下為近年的乘車人次列表：
| 年度 | 1日平均 乘車人次 |
| ---- | ---------------- |
| 1999 | 27               |
| 2000 |                  |
| 2001 | 21               |
| 2002 | 20               |
| 2003 | 21               |
| 2004 | 15               |
| 2005 | 15               |
| 2006 | 17               |
| 2007 | 7                |
| 2008 | 9                |
| 2009 | 8                |
| 2010 | 5                |
| 2011 | 5                |
| 2012 | 7                |
| 2013 | 5                |
| 2014 | 8                |
| 2015 | 8                |
| 2016 | 7                |
| 2017 | 4                |
| 2018 | 3                |
| 2019 | 5                |

## 車站周邊
- 蘋果園
- 國道9號

## 相鄰車站
西日本旅客鐵道（JR西日本）
■山口線
- 臨時快速「SL山口號」停車站

地福－鍋倉－德佐

## 注腳
1. 1 2 3 4 5  歴史でめぐる鉄道全路線 国鉄・JR 7号、14頁
2. ↑  歴史でめぐる鉄道全路線 国鉄・JR 7号，15頁
3. ↑  山陰線（須佐～奈古駅間）、山口線（地福～津和野駅間）の運転再開見込みなどについて （页面存档备份，存于）（日語） - 西日本旅客鐵道新聞稿，2014年7月16日
4. ↑  山口県統計年鑑 （页面存档备份，存于）（日語） - 山口縣

## 外部連結
- 鍋倉｜車站資訊：JR出門網 - 西日本旅客鐵道（日語）